# جوزف پرمن
جوزف پرمن (انگلیسی: Joseph Pearman; ۸ مهٔ ۱۸۹۲ – ۳۰ مهٔ ۱۹۶۱) ورزشکار دو و میدانی اهل ایالات متحده آمریکا بود.